# Levuana iridescens
Levuana iridescens är en fjärilsart som beskrevs av George Thomas Bethune-Baker 1906. Levuana iridescens ingår i släktet Levuana och familjen bastardsvärmare. Inga underarter finns listade i Catalogue of Life.